# 🇪🇦
🇪🇦 is een Unicode vlagsequentie emoji die gebruikt wordt als regionale indicator voor de Plazas de soberanía, het Noord-Afrikaanse deel van Spanje met onder meer de steden Ceuta en Melilla. De meest gebruikelijke weergave is die van de vlag van Spanje, op sommige platforms (waaronder Microsoft Windows) ziet men de letters EA.
De vlagsequentie is opgebouwd uit de combinatie van de Regional Indicator Symbols 🇪 (U+1F1EA) en 🇦 (U+1F1E6), tezamen de ISO 3166-1 alpha-2 code EA voor de Plazas de soberanía vormend.
Deze emoji is in 2010 geïntroduceerd met de Unicode 6.0-standaard.

## Gebruik
Deze emoji bestaat als gevolg van een Exceptional Reservation in de ISO 3166-1 standaard voor de Spaanse gebiedsdelen in Noord-Afrika inbegrepen de steden Ceuta en Melilla; deze gebieden behoren wél tot Spanje, maar níet tot de Europese Unie. Qua weergave wordt in het algemeen de Spaanse vlag gebruikt, voor de duiding ziet men vaker de term Ceuta & Melilla.

## Codering

De Twemoji-implementatie

### Unicode
In Unicode vindt men de 🇪🇦 met de codesequentie U+1F1EA U+1F1E6 (hex).

### Shortcode
Er zijn shortcodes  voor 🇪🇦; in Github kan deze opgeroepen worden met :ceuta_melilla:,  in Slack kan het karakter worden opgeroepen met de code :flag-ea:.